# France Tomšič (politik)
France Tomšič, slovenski strojni inženir, sindikalni voditelj in politik, * 2. avgust 1937, Šmarca, † 25. marec 2010, Kamnik.

## Življenje in delo
Tomšič se je rodil kot 4. otrok v družini s 6 otroki, ki so živeli na manjši kmetiji v Šmarci. Po osnovni šoli v domačem kraju je šel na nižjo gimnazijo v Kamnik, nato pa na industrijsko šolo v Kranj in kasneje na srednjo tehniško šolo v Ljubljano. Po končani srednji šoli je študiral na ljubljanski Strojni fakulteti kjer je 1963 diplomiral ter pridobil naziv letalskega inženirja. Po diplomi je delal na inštitutu Jurij Vega. Leta 1964 je služil vojsko, po odsluženi vojaščini se je ponovno zaposlil na prej omenjenem inštitutu. Leta 1966 je odšel na delo v ZRN - najprej v Bochum, potem v Paderborn, leta 1969 pa v Zahodni Berlin. V Nemčiji je ostal 10 let (1966-1976) in tam sodeloval s tamkajšnjimi socialdemokrati. Leta 1976 se je vrnil v domovino se zaposlil v ljubljanskem Litostroju, kjer je bil vodja projekta in sodeloval v Zvezi sindikatov Slovenije . Od 9. do 15. decembra 1987 je vodil stavko 5.000  litostrojskih delavcev, med katero sta bila sprejeta sklepa o ustanovitvi neodvisnih sindikatov in pobuda za ustanovitev socialnodemokratske stranke. Bil je prvi predsednik Socialdemokratske zveze Slovenije (1989) in Neodvisnosti-Konfederacije novih sindikatov Slovenije (1990-1997).
France Tomšič je zagovarjal interese delavcev in v zvezi s tem kritiziral tudi Demosovo vlado. Po ocenah zgodovinarja Boža Repeta je izgubil vodilno vlogo pri Socialdemokratski stranki Slovenije, ko so krogi prejšnje Slovenske demokratične zveze pridobili večji vpliv in je stranka s tem najprej s politiko, potem pa tudi z imenom opustila socialdemokratsko politiko. V času predsedstva Jožeta Pučnika je struja okoli Tomšiča napovedala izstop socialdemokratov iz vlade, če ta ne bo spremenila socialne politike. Potem pa se je popolnoma umaknil iz aktivne politike.
S svojo najtesnejšo sodelavko Alenko Orel, slovensko fizičarko, političarko in sindikalistko je ustanovil prvo demokratično sindikalno centralo v Slovenji in JV Evropi, to je sindikat KNSS - Neodvisnost. Z izjemnimi napori, ki sta jih vložila v pluralizacijo političnega in sindikalnega prostora, sta imela velik vpliv na sprejem sodobne delavske zakonodaje tako v Sloveniji kot tudi širše v JV Evropi.
France Tomšič in Alenka Orel sta kot osebnosti delovala zelo koherentno in sta zaslužna za širjenje ugleda Slovenije takoj po osamosvojitvi v evropskih in svetovnih sindikalnih in političnih krogih. Velike zasluge za razvoj delavskega gibanja v novi Sloveniji jima priznavajo tudi predsedniki ostalih sindikalnih central.